# Zuhayr Ibn Abî Sulmâ
Œuvres principales
- Mu'allaqa (v.570)

Zuhayr Ibn Abî Sulmâ (arabe : زهير بن أبي سُلمَى ربيعة بن رياح المزني - أو المزيني), ou Zouhaïr Ibn Abi Soulma ou Selma, est un poète arabe de l'époque préislamique, et l'auteur d'une des Mu'allaqât. Il serait né vers 530 dans le territoire de la confédération tribale de Ghatafân, et serait mort presque centenaire entre 602 et 627.
Nous ne disposons que de peu d'éléments sur la vie de Zuhayr, malgré la place centrale qu'il occupe dans la poésie arabe. Comme pour beaucoup de ou poètes préislamiques, les détails de sa vie sont inextricablement mêlés à la légende. La critique arabe classique lui reconnaît trois attributs en particulier : il fait tout d'abord partie d'une remarquable lignée de poètes et de transmetteurs ; de plus, surnommé « poète hawlî » (qui travaille ses poèmes une année durant), il incarne par excellence la san`a (arabe : صنعة, art, métier) par opposition au tab` (arabe : طبع, don naturel) dans la création poétique ; enfin, de par son exceptionnelle longévité, il est souvent compté au rang des mu'ammarûn, les macrobites célèbres de l'Islam.

## Biographie

### Origines
Le père de Zuhayr, Rabî'a, appartenait à la tribu des Muzayna, issue des Mudar, qui demeuraient à l'est de Yathrib, l'actuelle Médine, dans le voisinage de deux tribus de Ghatafân, les Banû Abdallah b. Ghatafân et les Banû Murra. Les Banû Murra étaient la tribu des oncles maternels de Rabî'a, et appartenaient à la branche de Dhubyân. Rabî'a vécut un temps parmi les Murra, la tribu de sa mère, avant d'aller vivre chez les Muzayna. Mais à la suite d'un différend, il quitta sa tribu des Muzayna pour retourner vivre chez les Banû Murra, où il se maria. Il mourut peu après la naissance de Zuhayr. C'est donc au sein de Ghatafân que naquit et grandit Zuhayr.
Après la mort de son père, sa mère se remaria au poète Aws Ibn Hajar. Zuhayr fut élevé dans le giron de son oncle maternel, Bashâma Ibn al-Ghadîr, qui était non seulement un excellent poète, mais aussi un chef riche et respecté. La littérature arabe classique rapporte à ce propos une anecdote célèbre. « Au moment de mourir, Bashâma laissa à Zuhayr une partie de ses biens, et lui dit : - Je t'ai laissé quelque chose de plus grande valeur que ma fortune. - Et qu'est-ce donc ? demanda Zuhayr. - Ma poésie. » Zuhayr passe en effet pour avoir été éduqué à la poésie par son oncle Bashâma. À son tour, il transmit la poésie à ses fils, Bujayr et Kaab. Le fils de Kaab, Okba, ainsi qu'Awâm fils d'Okba furent également des poètes.
Zuhayr se maria deux fois successivement. Sa première femme, Oum Awfâ, est souvent mentionnée dans sa poésie. Il apparaît que la vie entre eux ne fut pas facile, et qu'elle ne mit au monde que des enfants mort-nés. Zuhayr s'en sépara et se maria avec Kabsha Bint 'Âmir de Ghatafân, qui fut la mère de ses enfants : Kaab, Bujayr et Salem. Salem mourut du vivant de Zuhayr, qui fit son élégie dans plusieurs poèmes.
On ignore la date précise de sa mort. Un vers de sa mu'allaqa, composée à la fin de la guerre de Dahis et Ghabra, au début des années 570, évoque déjà son âge avancé :
Je suis las des fardeaux de la vie, car quiconque a vécu quatre-vingts ans -malheureux qui n'a plus de père !- se sent bien las
Dans un autre de ses poèmes, il évoque la chute de Nu'mân III Ibn al-Mundhir, le dernier roi lakhmide d'al-Hîra, survenue en 602. Mais l'authenticité du poème ne fait pas l'unanimité. D'autres sources le montrent vivant encore à l'époque du prophète, sa mention la plus tardive le signalant en 627.

### L'écolede Zuhayr
En plus d'être né dans une famille qui a produit de nombreux poètes, Zuhayr a appartenu à une remarquable lignée de poètes et de transmetteurs, unique par sa durée et sa qualité. Zuhayr fut en effet le râwî de son oncle Bashâma Ibn al-Ghadîr, puis lui-même eut pour transmetteurs son fils Kaab et le poète Hutay'a, lequel eut pour râwî Hudba Ibn Khachram, repris par Jamîl Ibn Ma'mar, repris par Kuthayyir.
À l'époque préislamique et dans les premiers siècles de l'Islam, devenir le râwî d'un poète était une façon privilégiée pour l'apprenti-rimeur d'apprendre son art. La relation du râwî au poète était réciproque. Le râwî devait apprendre par cœur les œuvres de son maître pour les diffuser, et celui-ci, en retour, l'initiait à l'art poétique. Mais le débat existe toujours dans les études arabes au sujet de l'importance de cette institution dans la formation du poète, car on dispose de peu d'exemples de lignées poète-râwî aussi longues que celle de Zuhayr. Un autre débat concerne la question du style. Si les critiques s'accordent aujourd'hui à dire qu'il est excessif de parler d'école poétique au sujet de ces chaînes de poètes-transmetteurs, comme a pu le faire Taha Hussein, certains pensent que cette méthode de formation du poète avait sans doute des conséquences esthétiques, soit qu'un maître influence par son style la poésie de son élève, soit que la constitution de ces chaînes ne reposent pas seulement sur des affinités tribales, mais dépendent aussi de l'orientation poétique.

## Sa poésie
Zuhayr occupe une place essentielle dans la littérature arabe classique et la poésie arabe. Il est cité dans tous les ouvrages classiques de critique littéraire, en plus des nombreux commentaires dont les Mu'allaqât ont fait l'objet. Ibn Sallâm al-Jumahî range Zuhayr dans sa première classe des poètes préislamiques, après Imrou'l Qays et al-Nâbigha al-Dhubyânî, et avant Al-A'châ.

### Le poètehawlîet son diwân
Zuhayr est qualifié par les critiques classiques de « poète hawlî » de hawl, l'année (qui travaille un poème un an durant), et on appelle ses poèmes hawliyyât (poèmes qui ont demandé un an de travail). Al-Asma'î le qualifie, lui et Hutay'a, qui fut son râwî, de poètes « esclaves de la poésie » (arabe : عبيد الشعر), par opposition aux poètes « doués d'un talent naturel » (arabe : المطبوعون), capables d'être éloquents en improvisant.
Le diwân de Zuhayr a été collecté vers le milieu du VIIIe siècle, quand a débuté la recension des poèmes préislamiques par les grands transmetteurs et les philologues de Basra et Kufa. Les plus grands érudits des deux écoles collectèrent des poèmes et fragments de Zuhayr, notamment Al-Asma'î, Abu 'Ubaida, al-Mufaddal al-Dabbî, Hammâd le Transmetteur et Abû Amr al-Shaybânî.
Le diwân nous est parvenu avec deux commentaires notables :
- Le commentaire du philologue andalou al-Shantamarî (m. en 1083), basé sur la recension basrienne d'al-Asma'î et Abu 'Ubaida.
- Le commentaire du philologue kûfien Thaalab (m. en 904), basé surtout sur la recension kufienne d'Abû Amr al-Shaybânî.

### Sa mu'allaqa
Sa mu'allaqa est une louange adressée aux deux chefs des Banû Murra, qui payèrent le prix du sang aux 'Abs pour mettre fin à la Guerre de Dâhis et Ghabra entre 'Abs et Dhubyân.

### Extraits
Voici des extraits de la traduction de Heidi Toelle, qui présentent quelques-uns des passages-clés de la mu'allaqa de Zuhayr.
Les deux premiers vers du poème illustrent bien le thème introductif traditionnel de la qasida préislamique (le nasîb) : l'évocation du campement abandonné par la bien-aimée. Ici cette bien-aimée n'est autre que Oum Awfâ, la première femme de Zuhayr :
D'Oum Awfâ est-ce une trace noircie, brouillée à Hawmâna al-Darradj, à Mutathallim ?

Pourtant à chacun des deux Raqma elle a une demeure qui ressemble aux résurgences d'un tatouage sur les nerfs d'un poignet.
À la fin du prologue, Zuhayr s'adresse directement aux deux chefs des Murra (vers 16-18):
Oui, je le jure ! Louables seigneurs que vous deux qui êtes présents en toutes circonstances, broutilles ou sacs de nœuds!

Les 'Abs et les Dhubyân, vous les avez raccommodés, eux qui s'entretuaient et broyaient entre eux l'herbe du malheur !

Vous dites alors : "Que nous parvenions à une large paix, par des dédommagements en biens et les propos d'usage, et nous voilà sauvés !" 
Zuhayr loue la générosité des chefs, qui ont payé le prix du sang pour les Dhubyân, alors même qu'ils n'avaient pas participé à la guerre (vers 22-23) :
Des chameaux par centaines effacent les blessures et désormais s'en acquittent ceux qui n'ont commis aucun méfait

S'en acquitte un peuple envers un autre en guise de dédommagement, quand bien même ne remplirait pas une ventouse le sang versé par lui !
Enfin, voici les trois derniers vers du poème (vers 60-62). Si les vers 60 et 61 sont sur la forme des proverbes, comme de nombreux vers à partir du vers 54, le vers 62 revient aux chefs des Murra tout en mettant en garde les auditeurs :
Le brave est pour moitié langue, pour moitié cœur, quant au reste ce n'est qu'apparence de sang et de chair !

Le vieillard qui déraisonne ne se fera pas sage, il est trop tard. Le jeune homme qui déraisonne s'assagira.

Nous demandons, vous donnez, nous redemandons, vous donnez, mais qui trop souvent demande sera un jour privé.